# 1870 год в театре
1870 год в театре

## Яркие постановки
- 30 января «Эмилия Галотти» Малый театр, первый спектакль, принёсший успех Марии Ермоловой.

## Персоналии

### Родились
- 20 января — Григор Карапетович Аветян, армянский советский актёр театра и кино, народный артист Армянской ССР.
- 14 марта — Евдокия Дмитриевна Турчанинова, российская и советская театральная актриса, народная артистка СССР.
- 6 [18] июня 1870 — Николай Николаевич Званцев-Неволин, оперный певец, драматический актёр, режиссёр и вокальный педагог.
- 7 сентября — Александр Куприн, русский писатель и драматург.
- 11 сентября — Нильс Кьер, норвежский писатель и драматург.
- Екатерина Бегларовна Багатур, армянский и советский драматург и писательница.
- Джузеппе Агостини, итальянский оперный певец.

### Скончались
- 1 января — Пьер Тома Левассор, французский актёр, певец.
- 2 сентября — Артур Сен-Леон, известный французский балетный танцор и хореограф.
- 5 декабря — Александр Дюма-отец, французский писатель, драматург и журналист.
- 30 декабря — Иоганн Баптист фон Цальгас, немецкий театральный деятель, драматург, режиссёр.